# Kenneth French
Kenneth Ronald “Ken” French (10 de marzo de 1954) es profesor de Finanzas en la Tuck School of Business, Universidad de Darmouth. Antes fue profesor en MIT, en la Yale School of Management y en la University of Chicago Booth School of Business.
Junto con contribuir a los principales artículos de revistas como el Diario de Finanzas (Journal of Finance), la Revista de Economía Financiera (Journal of Financial Economics), la Revisión de Estudios Financieros (Review of Financial Studies), la American Economic Review, el Journal of Political Economy, y el Diario de Negocios (Journal of Business), French es también investigador asociado en La Oficina Nacional de Investigación Económica (National Bureau of Economic Research), un consejo editor en la revista Journal of Financial Economics, y un antiguo editor asociado de la Revista de Finanzas y de la Revisión de Estudios Financieros.
Obtuvo su bachillerato en ciencias (Ingeniero Mecánico) el año 1975 en la Universidad de Lehig. Luego logró su MBA en 1981, después culminó sus estudios de Master of Science en 1981 y luego su Ph.D en Finanzas en 1983. Todos estos postgrados los obtuvo en la Universidad de Rochester. En el año 2005 French se convirtió en el estudiante más distinguido de Rochester.
En el año 2005 el Profesor French se convirtió en el vicepresidente de la Asociación Americana de Finanzas (American Finance Association). En 2006 fue elegido presidente de la misma asociación. En el año 2007, ya asumida su condición de presidente de la Asociación Americana de Finanzas, fue elegido para la Academia Americana de las Artes y las Ciencias (AAAS).
Su trabajo más famoso fue el que hizo con Eugene Fama acerca de la fijación de precios de activos (Modelo de los 3 Factores de Fama y French).
Kenneth French es director de Dimensional Fund Advisors en Santa Mónica, California y también trabaja allí como Consultor y Jefe de la política de inversiones.